# Otto Schwarz (Politiker, 1891)
Otto Schwarz (* 17. November 1891 in Hilchenbach; † 31. März 1964 in Weidenau) war ein deutscher sozialdemokratischer Kommunalpolitiker, Landrat des Kreises Siegen und Oberbürgermeister der Stadt Siegen.

## Leben und Politik
Otto Schwarz stammte aus Eichen-Stendenbach. Vor dem Jahr 1933 war Schwarz Redakteur und Geschäftsführer der sozialdemokratischen Volkszeitung, die bis in die Zeit der Machtergreifung durch die Nationalsozialisten erschien. Während der Nazi-Zeit arbeitete er als Buchhalter bei den Hüttenwerken Siegerland.
Schwarz war in den Jahren 1926 bis 1932 für den Wahlkreis Siegen Land, Stadt und Wittgenstein Mitglied des Westfalenparlaments.
Otto Schwarz wurde am 1. Juni 1945 von der britischen Besatzungsbehörde als Nachfolger des als Regierungspräsident in Arnsberg ernannten Fritz Fries gleichzeitig in Personalunion in das Amt des Landrates des Landkreises Siegen und das Amt des Oberbürgermeisters der Stadt Siegen eingesetzt und übte diese Ämter bis zum 3. Februar 1946, bis zur Ernennung seines Nachfolgers Ernst Weißelberg zum Oberbürgermeister der Stadt Siegen durch die Besatzungsbehörde, aus.
In seiner Oberbürgermeister-Zeit in Siegen war Schwarz als Leiter der Stadtverwaltung und Bürgermeister von der Besatzungsbehörde Albert Schnier zugeordnet. Von 1946 bis 1948 war Schwarz Bürgermeister von Eichen und Stendenbach, von 1956 bis 1962 Amtsbürgermeister des Amtes Ferndorf und zudem Vorsitzender des Kreisgemeindetages.
Otto Schwarz starb am 31. März 1964 an den schweren Verletzungen, die er bei einem Straßenverkehrsunfall erlitten hatte.